# شمران (قبيلة)
شمران أو قبيلة شمران أو قبائل شمران ، جمعها شمارين ومفردها شمراني بعد إضافة لام النسب آل لها، تعتبر من القبائل العربية الأزدية نسباً والخثعمية حلفاً والمذحجية بالمجاورة تسكن في منطقة عسير وتمتد إلى وادي تبالة والحجاز ومنهم من سكن في اليمن وأصبح من أهلها.
يوجد لـ شمران سوقين شهيرين منها سبت شمران بتهامة وسوق السبت في تبالة. ومن المعالم الدالة على وجود هذه القبيلة من قبل الإسلام صنم العبلاء الشهير الموجود بمنطقة تسمى بأسمه العبلاء بتبالة. يبلغ عددهم حالياً تقريباً المئة ألف. وشيخة شمران قاطبة في أسرة آل ساهر من آل عامر عند الشيخ عبد العزيز بن عبد الله بن ساهر العامري الشمراني بباشوت.
تقع مساكن شمران على طريق الطائف وأبها منحدرة إلى الغرب حتى تهامة، ويحيط بها من الغرب والشمال قبيلة غامد وقبيلة عليان ومن الشرق قبيلة شهران ومن الجنوب قبيلة بلقرن وقبيلة عليان. ويطلق على قبيلة شمران في توزيع أفرادها مثل باقي القبائل الجنوبية إلى شمران الشام وشمران تهامة (شمران اليمن). تمتد قبيلة شمران من قرية حوالة شمالاً إلى باشوت جنوباً وفي تهامة من حلحال ووادي الاحسبة شمالاً إلى نقمة جنوباً ومن تبالة الفزع وبني واس إلى وادي ترج.

## معنى شمران وألقابها
شَمْرَان : من (ش م ر) وزن فعلان: وصف من «شَمِرَ» وهو مبالغة من «شَمَرَ» يقال شمر شمرا: مرَّ جاداً أو مشى مختالاً، وشمَّر الشيء: قلَّصه وضم بعضه إلى بعض.

## النسب
اختلف المؤرخين المعاصرين في نسب شمران إلى قولين القول الأول أنها مذحجية والقول الثاني أنها أزدية.
القول الأول
شمران بن يزيد بن حرب بن علة بن جلد بن مذحج (مالك) بن أدد بن زيد بن عمرو بن عريب بن زيد بن كهلان بن سبأ بن يشجب بن يعرب بن قحطان .
القول الثاني
شمران من الأزد والدليل موقعهم الحالي في تهامة فهو داخل في بلد بارق القديم من الأزد كما ذكر الهمداني، قد تكون أزدية دخلت في خثعم وهذا ما ذهب إليه عاتق البلادي، أما حمد الجاسر فذهب إلى أنهم من خثعم. وخثعم وبجيلة ابنا عمومة الازد وهم بني الغوث بن نبت. ومن خرج عن هذين الرأيين فقد شرق وغرب دون دليل أو مصدر.

## مساكنهم وأماكن تواجدهم
أما مساكنهم فقال الهمداني: سراة عنز وسراة الحجر نجدها خثعم وغورهم بارق ، ثم سراة ناه من الأزد وبلقرن، وبنو الخالد، نجدهم خثعم، وغورهم قبائل من الأزد ، في موضع آخر قال: بلد ألوس والفزع من خثعم وكذلك في  وفي المرجع السابق يوضح أن في أكلب كذلك بطن يُدعى الفزع. وشرقيها ما جاور بيشة من بلد خثعم وأكلب  وغوريها بلد بارق فآل عبيدة من الأزد حلالهم حرام بن كنانة.

## قبيلة شمران في الجاهلية
في القرن الأول الميلادي تقريباً قربت مذحج من مكة واوديتها وكانت قد سبقتها خزاعة وأجلت جرهمها وكان يسكن مكة العدنانيون في بداياتهم الأولى على سطح الأرض وكان هناك من القبائل العدنانية بني عدوان وأتت جحافل مذحج النازحة بأطراف مكة وعلى رأسها جنب وعلى رأس جنب شمران وهي لاتنوي مكة بحالها وإنما أوديتها وقفارها نضراً لسبق خزاعة لها هناك ولكن رأت عدوان أن تكاثف القحطانيين حولهم قد يجليهم فيما بعد، كما قدمت خزاعة وأجلت جرهم وأخذت سدانة البيت والبطحاء من مكة وهم إلى اليوم سكان وادي فاطمة في مكة، فما كان من فارس العرب وحكيمها آنذاك عامر بن الظرب العدواني إلا أن يصد هذا النزوح وقد جمع لذلك مضر وربيعة ومعداً قاطبة فكان أول تجمع لمعد العدنانيين وكانت أول راية لمعد هي لعامر بن الظرب وكانت أول الحروب والأيام بين العدنانيين بقيادة بني عدوان والقحطانيين بقيادة مذحج وقد ذكرها عامر بن الظرب العدواني في قصيدة تتعلق بوقعة تسمى بيوم البيداء أو البيضاء بقرب مكة حيث تزعم معداً عامر بن الظرب العدواني حينما تمذحت مذحج وسارت إلى تهامة.
وقال فيها ابن الظرب:
ومن ذلك الوقت إلى يومنا هذا وما زالت شمران العصاة تسكن تهامة وقريباً من مكة ولها بعض العوائل القديمة التي تسكن مكة المكرمة وبذلك فإن شمران كانت معروفة في الجاهلية قبل أن تسكن السراة في القرن الثالث والرابع الهجري وكانت من عتاة مذحج الطعان ومن جنب فأحياناً تأتي تحت مسمى مذحج وأحياناً تحت مسمى جنب وأحياناً تأتي صريحة هكذا كما أورد ذكرها ابن الظرب وهذا إن دل عل شيء فإنما يدل على قوة شمران وسطوتها ناهيك عن اخوانها الجنبيين والمذحجيين ولكن في نهايات القرن الثالث الهجري وبدايات القرن الرابع الهجري توسعت شمران في نفوذها إلى الحجاز أعالي السراة وفي تبالة وبيشة وكان قبلها هاهناك شهران وأكلب وناهس فتحالفت مع تلك القبائل تحت اسم الحلف التاريخي الشهير خثعم حيث قاموا بنحر جمل ثم خثعموا أيديهم بدم البعير أي لطَّخوا أيديهم وتصافحوا على أن يكونوا يداً واحدة ذاك ما يسمى التحالف والحلف.
وبسبب هذا الحلف وقع الكثير من النسابة في أخطاء ولكن بقية شمران صريحة ونقية النسب عند أوثق النسابة في جنب ثم في مذحج ولكن بقي الخلاف في القبائل الباقية وقد استطاعت شمران أن تفرض نفسها في هذه الديار الجديدة بالنسبة لها إلى أن أصبح يضن الناس وبعض النسابة أن ناهس وأجزاء من شهران هم من شمران وذلك لشهرتهاولصيتها الذائع.
ومازالت شمران تحمل اسمها من الجاهلية ومن يوم البيداء إلى يومنا هذا فكانت تحت لواء مذحج في الجاهلية ثم جنب ثم أصبحت في أواخر العصر الأموي إلى أواخر العصر العباسي تحت مسمى الحلف خثعم فلذلك أينما كانت خثعم في سجال فذاك يعني أنهم شمران وأكلب وشهران وناهس فهي بذالك سطرت تاريخها من العهد العباسي إلى أواخر العهد العثماني باسم الحلف جنباً إلى جنب مع حلفائهم الخثعميين أكلب وناهس وشهران ويعتبر اسم الحلف تاريخاً وفخراً لهذه القبائل الأربعة وليس نسباً أو جداً ولكن الآن عندما حل الأمن والأمان أكثر من ذي قبل آثرت كل قبيلة أن تستقل باسمها ونسبها الأول والقديم فمنها شمران وهم أبناء يزيد بن جنب بن مذحج وكذالك شهران وهم أبناء انمار وكذالك أكلب وهم أبناء ربيعة التغلبية على أرجح الأقوال وناهس أبناء انمار وهم الآن في شهران وبقي قليل من ناهس تحت اسم خثعم الحلف وهم خثعم السيل وتفرعت بطون من ناهس أو خثعم السيل حالياً أصبحت لها أيضاً استقلالية كاملة مثل عليان والعوامر وقد اختلف في عدنانية أو قحطانية شهران وأكلب (وناهس هم خثعم وعليان والعوامر اليوم).
إذن لقد مرت شمران عبر مراحل عدة ففي الجاهلية بمذحج مع أبناء عمومتها وبعدم نكران أنها بطن من بطونها الفتَّاكة كما ذكرها ابن الظرب ومن ثم بجنب ومن ثم بخثعم الحلف.

## شمران الشام وشمران اليمن
ذكر الهمداني المتوفى سنة 334هـ بأن هذه القبيلة أزدية حلت السروات كغيرها من القبائل الأزدية، إذ هو أقرب المؤرخين إلى الواقع وقوله قد يكفينا من الإسهاب في الحديث عن نسب هذه القبيلة عند غيره لكونه من الشاهدين على عصره إذ يقول عن الأزديين:
وهذا القول يشير إلى وجود هذه القبيلة كغيرها من قبائل الأزد بهذه الأنحاء.
وقبائل شمران ينتسبون إلى شمران بن يزيد بن حرب بن علة بن جلد بن مدحج بن أدَدْ.

وقال ابن حزم:
وقد خرجت هذه القبيلة من هذا الحلف ودخلت في حلف آخر مع قبائل خثعم، فقد حالفتهم من زمن بعيد وقد يكون السبب في ذلك لتجاورهم في المنازل واختلاط الأنساب، ومن أمثله ذلك قبيلة شمران والتي تنسب إلى صداء بنوه منبه والحارث والغلي وهفان وشمران وسنحان، وبلاد هؤلاء قديماً ما يعرف بسراة عبيدة الآن وجل قبائل مذحج ومنهم جنب ويطلق عليهم الآن قحطان.
ويظهر انتقال قبيلة شمران من بلادها الأولى وانفصلت عن قومها في عهد مبكر. وفي كتاب الإكليل عد شمران من خولان بن عمرو بن قضاعة فقال:

## أقسام شمران

### شمران قديماً
- شمران الشام: يتجهون إلى وادي بيشة في فصل الصيف لموسم جمع التمور.
- شمران اليمن: والذين يتوحدون مع فروع شمران في حالة الحرب ويشتهرون بالكرم والشجاعة.

### شمران حديثاً
تقع منازلهم على طريق الطائف أبها منحدره إلى الغرب حتى تهامة وشرقاً حتى بيشة، تحدها قبيلة بلقرن من الجنوب والغرب، وعليان وأكلب وخثعم من الشمال، وأكلب من الشرق. إذ يقطن جزء منهم في تبالة.

### بالنسبة للتواجد
- شمران الحارثية: ويسكنون وادي أدمة شمران والمعروفة حالياً بالبشائر على طريق أبها الطائف ومن أفخاذهم آل باكر وآل مسلم والعبادله والعساسيف وعجبه.
- شمران الفزع: ويسكنون وادي تبالة التابعة لبيشة ومنهم المصعبين والبطنين وبنو خناس، وقال ياقوت أن أول عمل ولي به الحجاج بن يوسف الثقفي هي تبالة وقد سار إليها ولم يدخلها.
- شمران تهامة: ويسكنون سبت الروحا بوادي جفن بالعرضية الجنوبية ومن أفخاذهم المطاع والعبد الله ورابعة وكلهم متحضرون.
- شمران باشوت: ويسكنون وادي باشوت أحد المدن العريقة في الحجاز ومنهم قرن بن ساهر وآل عامر مكون من عدة قرى.
- شمران شقيق: ويسكنون شقيق ومنهم آل ثابت وآل مسلم والمحسون.

### بالنسبة للعوائل
شمران حديثاً تقع منازلهم على طريق الطائف أبها منحدرة إلى الغرب حتى تهامة تحدها قبيلة بالقرن من الجنوب والغرب وعليان وأكلب وخثعم من الشمال وأكلب من الشرق إذ يقطن جزء منهم في تبالة ومنهم شمران.
- شمران الحارثية ويسكنون وادي أدمة المسماة حالياً البشائر ومنهم (النجاجير) (القعره) (المعاصرة) (آل غريبه) (آل جراده) (رافعه) (ضهابه) (الزهور) (آل صفيه) (عليانة) (الركبة) (الشفاء عجبة) (آل ملحة) (الذنوب)
- شمران تهامة ومنهم (الزراب) (سبت الروحا) (غدنة) (نقمه) (آل مطاوع) (زهوة) (الحمرة) (الكتادة) (اللصمة) (قنونا) (الحقو)(العسيلة) (المخصر)
- شمران باشوت المقر الرئيسي لشمران ومنهم (قرن بن ساهر) (دار آل عامر) ومنهم (حبيل آل عامر) (حريقة آل عامر) (حصن آل عامر)
- شمران شقيق ومنهم (آل حبيل)(آل جبران) (آل حديب) (آل عقيل) (الرهوه)
- شمران الفزع ومنهم (الفزع) (المبرز) (واسط) ومنهم بدو رحل رعاة ابل وأغنام.[8]

## شيوخ شمران

### بادية شمران
يقطنون تبالة وما جاورها ومراسيمها هم:
- عبد الله بن رايز نائب المصعبين
- حمدان بن عبد الله نائب البطنين
- عثمان بن مبارك نائب بني خناس
- محمد بن قيمان نائب بني عامر
- عبد الله بن عبيد نائب بني سهم
- محمد بن عبد الله بن مخفور نائب الكليات من المصعبين
- علي بن قالط

### سراة شمران
سراة شمران أو القرى ويقطنون أعالي السراة وتنقسم إلى ثلاث قبائل:

#### آل الحارثية
ومراسيمها هم:
- محمد بن عايض شيخ آل الحارثية من شمران ونائبين هم: سعييد بن عبد الله بن صويلح نائب آل مسلم.
- علي بن مسفر آل حمدان شيخ العبادلة.
- هناك نائب لآل عمار لكنه توفي ولم يخلفه أحد.

### شقيق شمران
- ولهم شيخ وهو منصور بن مضحي شيخ شقيق من شمران وليس له نواب.
- آل عامر ولهم نائب وهو عايض بن شايع.
- آل القرن ولهم شيخ وهو عبد العزيز بن عبد الله شيخ قرن بن ساهر من شمران وليس له نواب.

### تهامة شمران
ويقطنون العرضيات وتنقسم إلى العرضية الشمالية والجنوبية وهم يتبعون إمارة مكة مراسيمهم هم: عبد الرحمن بن حوفان شيخ قبيلة شمران وله ستة عرائف (مسمى إمارة مكة للنائب) وهم:
- عبد الله بن علي عريفة الصفي العرضية الشمالية
- سرحان بن علي عريفة مران
- زهير بن محمد عريفة آل مطاع العرضية الجنوبية
- صالح بن علي عريفة غدنة
- علي بن أحمد عريفة نقمة
- أحمد بن بلغيث عريفة الزراب

## قبائل شمران

### العامري
آل عامر وهم أكبر القبائل يسكنون باشوت في قرية كبيرة تدعى آل عامر وتتفرع منها خمس قرى وهي دار عامر والحريجة والحبيل والحصن وذا عليسن.
وبها فخوذ كثيرة وينقسمون ثلاثة أقسام كتالي الثلت وهم آل حياي وهم آل محفوظ وآل مشرف وآل مالك وآل مفلح وآل حديد
الثلثين أو اللحام وهم آل مطروح والبعض آل ساهر وآل الحمرا.
الفزعي
الفزع وهم البدو ويتركزون في تبالة الوادي الشهير وينقسمون ثلاث فخوذ وهم المصعبين والبطنين وبني خناس وشيختهم عند الشيخ بن رايز المصعبي الشمراني.

### حارثية شمران
آل حارث ويتركزون في أدمة (البشائر حالياً) وشيختهم عند الشيخ عبد الله بن عايض بن بريك الشمراني وقاعدتهم القعرة ويحتلون على مساحة شاسعة تمتد من شمال خثعم إلى وادي مهرة بباشوت وأكبر قراها أدمة وبها قرى كثيرة مثل المعاصرة والقعرة وهي المركز ونجاجير. وأهل أدمه كانوا بدو واستقروا وبعضهم إلى الآن بدو. ومن قراهم عجبة وآل ملحة وشقيق والركبة وعليانة. وشعارهم أكبر الشعار مثل الشاعر محمد بن ظافر الشمراني وعلي بن مسفر الشمراني ومحمد بن مستور الشمراني.

### جفن شمران
شمراني جفن أو (يفنن) باللهجة المحلية ويحتلون مساحة كبيرة جداً ويوجدون بالعرضية الجنوبية ويمتدون من نقمة إلى آل مران وقاعدتهم سبت شمران وقراهم سبت شمران أو سبت الروحاء ونقمة وغدنه آل مران والقتادة والحمرة وغيرها. وشيختهم عند الشيخ عبد الرحمن بن حوفان.

## حدود شمران

### البادية
يحدها من الشرق قبيلة شهران ومن الجنوب بلقرن وبلحارث وعليان ومن الشرق أيضاً أكلب.

### الحجاز
يحدها من الشمال غامد وعليان ومن الجنوب بلقرن.

### تهامة
يحدها من الشمال غامد وبعض الكتب ذكرت بني عيسى ومن الشمال بالطبع بلقرن وعليان.

## حلف خندف وشبابة
خندف : حلف قديم تندرج تحته القبائل التاليه: قبائل سليم - سبيع - ثقيف - مطير - غامد - البقوم - والجحادر.
شبابه : حلف قديم تندرج تحته القبائل التاليه: عتيبه ـ حرب ـ زهران ـ عنزه ـ بني مالك ـ بلحارث ـ هذيل - شمران (وليس كل قبائل عتيبه وهذيل تدخل في شبابه وإنما (روق) من عتيبه، وعمير والمساعيد من هذيل).

جاء في كتاب معجم قبائل المملكة العربية السعودية لحمد الجاسر:

وفي كتاب المنتخب في ذكر نسب قبائل العرب جاء النص الآتي:
والحلفين لم يقوما على أساس القرابة في النسب إطلاقاً إذ أغلب قبائل الحلفين غير متجانسة في الأنساب دليل ذلك دخول غامد في خندف بينما زهران وشمران في شبابة رغم أن غامد وزهران وشمران أخوه في النسب (من جهة أزد).

### خندف
وخندف زوجة إلياس بن مضر بن نزار بن معد بن عدنان ومسمى خندف كان يطلق على بني إلياس بن مضر بن نزار بن معد بن عدنان أخوة بني قيس عيلان بن مضر ومن ذلك قول أحدهم:
قال ابن هشام:«خندف بنت عمران بن الحاف بن قضاعة». قال ابن إسحاق:«وكان اسم مدركة عامراً، واسم طابخة عمراً؛ وزعموا أنهما كانا في إبل لهما يرعيانها، فاقتنصا صيدا فقعدا عليه يطبخانه، وعدت عادية على إبلهما، فقال عامر لعمرو : أتدرك الإبل أم تطبخ هذا الصيد ؟ فقال عمرو : بل أطبخ، فلحق عامر بالإبل فجاء بها، فلما راحا على أبيهما حدثاه بشأنهما، فقال لعامر : أنت مدركة ؛ وقال لعمرو : وأنت طابخة وخرجت أمهم لما بلغها الخبر، وهي مسرعة، فقال لها: تخندفين، فسميت : خندف.»

### شبابة
أما شبابة فهي مجموعة قبائل اشتهرت بها قبائل زهران وبجيله وعدوان وسعد بن بكر - إذ كان في كل واحده من هذه القبائل فخذاً يدعى شبابة وهناك سراة تدعى سراة شبابة - لم يعد لها اليوم وجود وهي من ضمن ديار بني مالك -.

### أسباب نشأة الحلفين
في أواخر القرن الرابع الهجري قامت دولة الأشراف الحسنيين في مكة وكان مؤسسها الحسن بن قتادة بن أدريس، ينتهي نسبه في الحسن بن علي بن أبي طالب . وقد كان من أكبر العقبات التي واجهتها هذه الإمارة الفتية هي قبائل هوازن العدنانية في ذلك الوقت، وكان عماد تلك القبائل وقوتها في بنو هلال بن عامر بن صعصعه بن معاوية بن بكر بن هوازن. تلك القبائل كانت دائمة التمرد على شريف مكة، الذي استعان عليها بمناؤيها الأقربون وبذا تشكل حلف خندف من قبائل أرتضت إمارة أشراف مكة ودخلت معها في حروبها ضد هوازن وزعيمتها بني هلال.

## لهجة شمران
أداة التعريف (ال) تستخدم ال التعريف في العربية الفصحى وفي الكثير من اللهجات، مثال: البيت، القلم، القمر. أداة التعريف: (ام) وتعرف بالحميرية وهي في لهجات القبائل التي تسكن سفوح جبال السراة باتجاه الغرب وتهامة، وهم قبائل من غامد وزهران ورجال الحجر كذلك القبائل التي تسكن جبال فيفا ويسمون التهمة والتهمان، مثال: البيت – امبي، الولد – امولد. وفي بحث للدكتور إبراهيم الشمسان يقول:
أداة التعريف (اب) وهذا التعريف شبه منقرض لازالت بعض القبائل تستخدمه وهو في لهجة قبيلة شمران «الأزدية» يقولون: ابكهل وابكهلة أي الكهل والكهلة. وهي خاصة بـ شمران السراة. أداة التعربف (ن) يستخدم التنوين في نهاية الكلمة للدلالة على ال التعريف واستخدم هذا التعريف بدلاً من حرف الميم الذي كان يستخدم في اللغة (الحميرية والسبئية)، ولا زال هذا التعريف عند البعض من قبائل تهامة يستخدم، يقولون: سمنن، عسلن، في السمن العسل. يقول الدكتور أحمد حسين شرف الدين:«لقد وجدنا من خلال الأبحاث التي قمنا بها أن أداة التعريف عند العرب القدامى كانت: ملكن - ذهبن - بيتن (الملك الذهب البيت).» انتهى كلامه.
أداة التعريف (هـ) هرجل، هبيت، هزرع، وكانت تستخدم في لهجة لحيان (مملكة لحيان التي كانت تسكن مدائن صالح) وهي منقرضة. وأداة التعرف الهاء كانت تستخدم في قبيلة هذيل، (أمّا في لغة هذيل فكان التعريف «بالهاء») وهي منقرضة. وربما هناك بعض القبائل في شمال اليمن لازالت تستعمل هذا التعريف. كما أن هذا التعريف في اللغة العبرية (ها) ـ ha. أداة التعريف (أو) وهي في لهجات البعض من قبائل شمال اليمن، يقول:(أوَّادي) الواو مشددة مفتوحة – أي الوادي. وهي شبه منقرضة.

### بعض من الظواهر والسمات في لهجة قبيلة شمران

#### أداة التعريف[11]
تستخدم بعض من قبائل شمران أداتان للتعريف هما:
- (ام) الحميرية، يقولون: امبيت، امرجل، امسما. وهي في تهامة شمران.
- (اب) يقولون: ابكهل وابكهلة أي الكهل والكهلة. ابيوع بي ودي بفطورن: الجوع بي بودي فطور: أنا جائع وأريد فطور. ويقال: انسدح على ابكرسي. وهي خاصة بشمران السراة.
- (ن) التنوين في آخر الأسماء مثال: سمنن، عسلن، عنبن. (السمن، العسل، العنب) ويقال: معي بهمن صغيرن أي (بهم صغار). وفي بعض الأفعال: اكلن، راحن، ماتن. (اكلت، راحت، ماتت) يقال: ماتن امبقرة.

وهذه الظاهرة في لهجات تهامة والتي لا زالت دارجة على ألسنتهم، ولا تستخدم هذه الخاصية في السراة وإن حصل فهي نادرة. يقول الدكتور أحمد حسين شرف الدين: لقد وجدنا من خلال الأبحاث التي قمنا بها أن أداة التعريف عند العرب القدامى كانت: ملكن - ذهبن - بيتن (الملك، الذهب، البيت). انتهى كلامه. وهذه الخاصية في تهامة.
- نطق الكاف: إبدال كاف الخطاب المؤنث بـ (ش)، مثال: عندش: عندك، عينش: عينك، اختش: اختك.
- نطق الجيم: إبدال الجيم ياءاً، مثال: جبل: يبل، جني: يني، مسجد: مسيد.
- إبدال سين التسويف إلى باءاً، يقولون: باتي : سآتي، بْتَاتِي: ستأتي، بْيَاتُون: سيأتون. يقول: بْنَاتِيْكُم بكره: سنأتيكم غداً.
- إضافة (با) قبل ياء الفعل، مثال: با يكتب، با يزرع، با يشرب، با يلعبون، با. با تطيب لي علومكم، وهي خاصية عند أهل السراة دون غيرهم.
- إضافة (وأو) قبل هاء الغائب في الكلمة: معوه، عندوه، في (معه، عنده)، (كنّو : كأنه)، كنو يبلو: كأنه جبل.
- نطق القاف: إبدال القاف إلى جيم وذلك في بعض الكلمات، مثال: حقينة تلفظ حجينة. وهذه الظاهرة خاصة بـ سراة شمران وفي نطاق ضيق في تهامة شمران.
- نطق الجيم، تبدل الجيم إلى (ي) مثال: جبل (يبل)، دراجه (درايه)، جدر (يدر).
- جمع التكسير: يستخدمون هذه الصيغة عند الجمع في كثيراً من الأحوال مثال: دم: دميان، باب: بيبان، خروف: خرفان.
- إضافة حرف (ب): في بداية كل فعل للمستقبل يدل على الفرد أو الجمع، مثال: (للمفرد): باكل - بلعب - بصلي. وللجمع: بنضرب - بنزرع - بنحصد. (وهي عند البعض).
- البعض يظيف (وه) للفعل إذا كان المخاطب مذكر، مثال على ذلك: اعطوه، اشربوه. وإضافة (هو) للفعل إذا كان المخاطب مؤنث، مثال على ذلك: اعطوهو - اشربوهو.
- إضافة حرف الواو في آخر الأسماء والأفعال النكرة، مثال على ذلك: جدارو، بيتو، راقدو، مطرو، غبارو ... مايو.
- عند البعض يضيفون حرف (الواو) قبل هاء المخاطب المذكر. مثال: اعطوه، اشربوه. وإضافة (هو) للفعل إذا كان المخاطب مؤنث، مثال: اعطوهو، اشربوهو.

#### المفردات[11]
- حثلوا بك = هي دعوة على الشخص تعني أن يخسف به في باطن الأرض.
- مذابك = ماذا بك
- هلم = يعني تعال إلي
- تله = يعني تذهب إلى الوراء
- اسرح = مأخوذه من السرحة وهي الذهاب صباحاً.
- أم طرش = هي الإغنام وغيرها من بهيمة الأنعام.
- تيه = تعني هذه
- ثورن = هو الثور.
- مهادلك = المهدل هو البراطم (الشفاه) على أصح الروايات.
- ثواريتك = نسبة إلى الثور.
- امهبال = إي الهبال وهو أخف أنواع الجنون.
- أم رعيه = أي رعي الأغنام ونحوها.
- أم سوق = هو إخراج الماء من البئر بواسطة الحيوانات.
- ام سقاه = يقصد بها سقاية المزارع.
- لعط: واللعط اللحس.
- ندف: فعل - إندفه : اضربْه، يقول: ندفني على ظهري.
- كترة: اسم - والكُترة فتحة في سقف الغرفة للتهوية ولخروج عجاج ودخان النار عند إيقادها، والكترة كذلك الرف في الحائط وهي عبارة عن كوة داخل الجدار. ترفع فيها الأشياء الخاصة. وفي تهامة تسمى «ام زّلْهَهْ».
- مرتام: المرتام : قطعة خشبية تستعمل في البناء.
- إجحوه : فعل أمر - امسك به.
- طبيخة: الطبيخة من الأكلات، وهي من الذرة المطبوخة.
- نحط: انحَطْ : صوت معين مثل البكاء.
- رهــك: إرْهكَه : اضربه ضرباً شديداً. والمرهكة عند الغير أداة من الصخر لسحق وطحن الحبوب.
- مجطر: المجْطر : مكان وموضع مخصص لاستخراج مادة القطران، من بعض الأشجار. وتجرى عملية استخراج القطران في المجطر.
- كُـــرْ: بضم الكاف - والكُر البئر الصغيرة الضيقة.
- بَت : عقد من الخرز المنظوم يعلق على صدر المرأة للزينة في المناسبات.
- بخْو : أي غير لائق شكلياً، عمله غير جميل.
- باقوس : التفكير الحذِق المركّز.
- بثور: البثور: الأطفال الصغار. يقول: وذولا بثورتي، والبثر يلعب مع أخوه.
- رضف: برْضُف لك : أي سأقتنص الفرصة لكي اقتص منك.
- تِيه بْـتِـيْه : أي هذه بتلك.
- تميّزْ : أي انظر بدقة وتأمل. ويقول له: عِــدْ تميز وأنت تشتري.
- إشبح: فعل أمر – انظر، تَشَبَّح : أي انظر وتأمل.
- مذا أعبــا : مـاذا افعل .
- لاَ- لَهْ - أمْ تِيْه : كل شئ إلا هذه، تحذير وتنبيه.
- فحضر: وتعني وما دخلي، وماخاصَّتي بذلك، واللفظة رد على السائل.
- هِـنِيْه: هنـا، يقول: حطها هنيه.
- ريتـه : أبصرته، والصواب: رأيته، ماريته؟: هل رأيته، وتأتي بمعنى: خاصمته.
- أطيـج : قلبت القاف (جيم) والصواب لها: اطيق من طاقة وقوة، استطيع أو اقدِر.
- تفطن: انظر
- ليتك : بكسر اللام أي عندك وبجانبك.
- شَارِفْ: فعل أمر - انظر.
- بْــدَايَــه والبداية : النافذة.
- عابر : أطراف الباب أو طرف الباب.
- عثري : ما ينبت من الأرض المزروعة بسقي المطر وليس بسقي الآبار.
- ريته : شفته عكس اللي فوق
- ما حشرنا : ما دخلنا
- تفطن : ترقب
- شَارِف : انظر من مكان مرتفع أو من شرفة
- ظل : كن

## أعلام القبيلة
- علي بن عوضة الشمراني. رجل أعمال.[12]
- أحمد بن محمد الشمراني. صحفي وناقد ومحلل، شغل منصب مدير تحرير مجلة النادي لمدة 3 سنوات وكاتب يومي في صحيفة عكاظ.[13]
- صالح بن علوان الشمراني. مختص في القياس والتقويم والإحصاء، ونائب محافظ هيئة تقويم التعليم العام سابقاً.
- سحر الشمراني. أول امرأة سعودية تسافر للقطب الجنوبي انتارتيكا.[14]
- راشد بن أحمد الشمراني. ممثل ومخرج ومؤلف وهو أخصائي نفسي عيادي.
- ناصر الشمراني. لاعب كرة قدم. هداف الدوري السعودي خمس مرات وحاصل علي لقب أفضل لاعب في آسيا عام 2014.
- عبد الرحمن الشمراني. مؤسس تنظيم الضباط الأحرار السعودي وأول من قاد عملية إنقلاب عسكري ضد أسرة آل سعود.

### شهداء شمران فيحرب 48بفلسطين
- بيرون اسحق / 24/07/1948 / القنفدة / أحمد علي حمود الشمراني
- حليقات / 01/11/1948 / بيشة / عوض محمد مزهر الشمراني
- فلسطين / 11/01/1948 / بيشة / مسفر محمد أحمد الشمراني
- كوكبه / 17/07/1948 / شمران / مسفر محمد عوضة الشمراني

### شعراء شمران
- محمد ظافر الشمراني: من مجددي شعر العرضة الجنوبية.
- عبد الله زهير الشمراني: من رواد الشعر الشعبي.
- سعد زهير الشمراني: شاعر وإعلامي بالتلفزيون السعودي.
- مساعد الشمراني: شاعر شعبي معاصر.
- محمد بن ظافر الحارثي الشمراني من القعرة.
- علي بن مسفر الشقيقي الحارثي الشمراني من شقيق.
- محمد بن مستورالشقيقي الحارثي الشمراني من شقيق.
- عثمان بن غرم الله الخناسي الفزعي الشمراني من تبالة.